# シャボン玉ホリデー (木曜スペシャル)
本項で解説する『シャボン玉ホリデー』（シャボンだまホリデー）は、1986年3月6日に日本テレビの『木曜スペシャル』枠で放送された単発バラエティ番組である。

## 概要
ハナ肇とクレージーキャッツの結成30周年、およびかつて日本テレビが放送していた『シャボン玉ホリデー』の放送開始25周年を記念して放送された特別番組。『シャボン玉ホリデー』の台本をベースにした新作コント約30本と歌を、レギュラー放送当時の映像も交えながら放送した。
出演者はレギュラー放送当時のメンバーに、タモリ、原田知世、チェッカーズなどを加えたメンバーで構成。ただし、1975年に引退したザ・ピーナッツについては顔出しでの出演は無く、オープニングに声のみの出演という形を取っていた。この特番収録に際し、1970年末にクレージーを脱退した石橋エータローが15年ぶりに同バンドに合流した。
なお、本特番が放送された『木曜スペシャル』枠は複数社提供枠であるが、『シャボン玉ホリデー』のスポンサーである牛乳石鹸共進社は参入していなかった（同業者である花王がスポンサーの一社となっていた）。そのため、レギュラー放送当時の映像を流す際には、牛乳石鹸の生コマーシャルや乳牛の鳴き声コントといった同社を連想させる要素をカットした。また、映像上で「牛乳石鹸」とテロップを使用したCMが出る場面については、テロップを番組タイトルで伏せて放送した。

## 出演者
- ハナ肇とクレージーキャッツ
- ザ・ピーナッツ - 声のみの出演。
- 青島幸男
- 中尾ミエ
- なべおさみ
- 小松政夫
- タモリ
- 原田知世
- チェッカーズ
- 松原千明
- 藤田弓子
- 大地真央
- 岡本太郎
- 佳つ乃

## 放送内容
▲マークのあるコーナーは、『シャボン玉ホリデー』の現存映像を流したコーナー。
- オープニング - 「コントは楽しピーナッツ」の同映像（ザ・ピーナッツが出ているテレビを見ているピーナッツ）が出たところで、ピーナッツによる「木曜スペシャル提供、シャボン玉ホリデー！」のタイトルコール。その後に原田知世が、かつて入江美樹らが行っていた「シャボン玉の膨らまし」を再現。
- プロローグ - クレージーの演奏中にタモリが登場。オチは「今夜は最高!」。
- タイトルクレジット - シャボン玉が舞う映像（新録）の後、オリジナル版の提供およびタイトル表示箇所にて使われていたジングルをアレンジした音楽とともに、まず『木曜スペシャル』のCGロゴが出され、次いで下から「シャボン玉」のロゴがシャボン玉風に現れ、最後に「ホリデー」のロゴが登場してタイトルロゴが完成する。
- オープニングテーマ「シャボン玉ホリデー」▲ - 画面が「楽器で遊ぼうピーナッツ」（カラー版）当時の映像に切り替わり、ピーナッツがイントロ抜きでテーマ曲を歌う。歌が終わってハナが中央から現れると[2]、当時の服装姿になった現在（1986年）のハナに切り替わる。
- 修学旅行だピーナッツ
- 楽器で遊ぼうピーナッツ▲ - モノクロ版の映像を放送。
- 免許皆伝ピーナッツ
- お盆が来たよピーナッツ - 谷扮する神父が祈りを捧げていると、「東京音頭」とともに神父が踊り出し、皆に見つかった所で「ガチョーン！」。
- 父の日万才！ピーナッツ
- 植木等の歌「スーダラ節」
- 交通違反だピーナッツ - 車やバイクが頻繁に突っ込んでくる家に、なぜか陸地なのに植木が船で突っ込んでくる「お呼びでないコント」。
- ダンドリ大切ピーナッツ▲ - なべと安田の「キントトコント」。
- 泣けばカラスがピーナッツ - 谷のギャングコント。
- 二百十日だピーナッツ - 台風の最中、停電なのでローソクをつけると、植木が「ハッピーバースデー」を歌って登場する「お呼びでないコント」。
- 世界の音楽ピーナッツ
- 植木等の歌「ハイそれまでョ」 - 各番とも前半は背広姿だが、後半はお馴染みの「カンカン帽・メガネ・ステテコ」姿になる。
- ノイローゼにはピーナッツ
- 何が出るやらピーナッツ
- 音楽コント（オリジナル）
- どうなってんだピーナッツ▲ - 石川五右衛門の場面では、小松扮する五右衛門が見得を切っていると突然倒れ、出世ギャグの「あら、どうしてこうなるの？」「知らない、知らない、知らないからもう！」を言う。
- コーラス万才ピーナッツ▲ - ロシアの合唱の場面では、合唱団が「ヴォルガの舟歌」を歌っていると、印袢纏姿の植木が「ヨイトマケの唄」を歌う「お呼びでないコント」を放送。
- （オリジナル） - 小松扮する新婚夫婦の部屋の隣の宴会場に植木が乱入し、新婚夫婦も巻き添えを食らう変則パターンの「お呼びでないコント」。
- 全員登場
- エンディング - ピーナッツに扮した中尾と原田が「スター・ダスト」を歌っていると、ハナが登場してまとめを述べるが、その後にハナが2人に向かって「馬鹿な真似するとうまいんですよ！」とお馴染みの暴言を吐き、二人に肘鉄を食らって去る。その後、出演者とスタッフのテロップがスクロール表示され、最後にオリジナル版の亡きプロデューサー・秋元近史に捧げる旨のテロップが出された。

## スタッフ
- 作・構成：青島幸男、河野洋、滝沢ふじお、津瀬宏、谷啓
- 音楽／編曲：宮川泰
- 編曲：前田憲男
- 振付：土居甫、小井戸秀宅
- 技術：滝沢壮治
- カメラ：工藤恂児、鈴木康介、遠藤裕二、鈴木博
- 音声：吾妻光良
- 音楽録音：鳥飼弘昌
- 調整：坂本誠二
- VTR：矢野保夫
- 照明：寺西祥次、赤司彰三
- 美術：奥津徹夫
- 美術進行：田中弘、高野豊
- 大道具：小荒井周治
- 衣裳：樋口唄平
- メイクアップ：宮川登志子
- 結髪：大下保
- 特殊効果：平岡栄二
- 音響効果：高田暢也、山口敏夫
- VTR編集：吉森浩
- VTR整音：目黒達朗
- 技術協力：東北新社、小泉照男
- タイトル：神馬俊二
- 広報：染井将吾
- 演出助手：大槻則之、大友孝行、雨宮秀彦、柳沼正憲、尾木みち、木島隆
- プロデューサー：原薫太郎、五歩一勇、勝田哲夫（渡辺プロダクション）
- 制作：高橋進
- 演出：齋藤太朗
- 制作協力：渡辺プロダクション
- 製作・著作：日本テレビ

参考：『植木等ショー！クレージーTV大全』洋泉社、2010年、巻末の「CRAZY CATS on TV Days」より（ノンブルなし）頁。

## オープニングテーマ
「シャボン玉ホリデー」
作詞：前田武彦 / 作曲：宮川泰 / 歌：ザ・ピーナッツ

## その他
- 本特番を「シャボン玉ホリデースペシャル」と紹介しているサイトや文献があるが、タイトルに「スペシャル」は付かない。
- オリジナルの『シャボン玉ホリデー』には、1976年10月から半年間土曜深夜に放送されていた第2期が存在するが、本特番はこの第2期について触れることはなかった。また、出演したのは第1期のメンバーが中心で、第2期のメンバーであるピンク・レディー、三ツ矢歌子、藤村俊二、車だん吉は出演しなかった。